# Tinea aetherea
Tinea aetherea is een vlinder uit de familie van de echte motten (Tineidae). De wetenschappelijke naam van de soort werd in 1926 gepubliceerd door Charles E. Clarke. De typelocatie is Arthur's Pass, Nieuw-Zeeland.